# Erik Munsterhjelm
Erik Munsterhjelm, född 28 mars 1905 i Lojo, död 26 mars 1992 i Brantford, var en finländsk författare och geolog. Han tillhörde adelsätten Munsterhjelm och var son till Ali Munsterhjelm.
Munsterhjelm intogs 1927 i Kadettskolan, men lämnade den följande år och flyttade till Nordamerika, där han fram till 1940 försörjde sig bland annat som guldgrävare och pälsjägare. Han reste till hemlandet för att delta i vinterkriget, men kom med först i fortsättningskriget. Han arbetade 1942–1944 som malmletare (upptäckte bland annat kopparfyndigheterna i Luikonlahti) och var 1948–1967 geolog hos The International Nickel Co of Canada Ltd. Senare bodde han i Kanada (sommartid) och Mexiko (vintertid).
Munsterhjelm publicerade flera skildringar av sina upplevelser i Nordamerika, bland annat Med Kanot och hundspann (1942) och Som vagabond till Kalifornien (1945). På engelska utgav han den självbiografiska The wind and the caribou (1953), som översattes till flera språk. 